# Gypaetinae
Gypaetinae este una dintre cele două subfamilii de vulturi din Lumea Veche, cealaltă fiind Aegypiinae. Unele autorități taxonomice plasează Gypaetinae în cadrul Perninae. Aceștia se găsesc în prezent în mare parte din Africa, Asia și sudul Europei, fiind astfel considerați vulturi „din Lumea Veche”, dar încă din Pleistocenul târziu erau prezenți și în America de Nord.
Un studiu din 2005 a constatat că este strâns înrudit cu Eutriorchis astur.

## Taxonomie
Această subfamilie cuprinde 3 genuri și 3 specii:
- Genul Gypaetus
  - Gypaetus barbatus (Linnaeus, 1758) – zăgan
- Genul Gypohierax
  - Gypohierax angolensis (J. F. Gmelin, 1788)
- Genul Neophron
  - Neophron percnopterus (Linnaeus, 1758) – hoitar alb